# Regione di Lambda Orionis
La Regione di Lambda Orionis è un complesso di nubi molecolari e regioni H II visibili in direzione della parte settentrionale della costellazione di Orione; fa parte delle regioni più esterne del grande Complesso nebuloso molecolare di Orione, una delle regioni di formazione stellare più studiate e meglio conosciute in assoluto, nonché la regione galattica più vicina al sistema solare in cui ha luogo la formazione di stelle di grande massa. Prende il nome dalla sua stella principale, λ Orionis, una gigante blu responsabile della ionizzazione dei gas delle nebulose circostanti.
La regione costituisce un buon modello di studio per comprendere l'evoluzione delle nubi molecolari giganti, dalla formazione delle stelle di grande massa fino all'esaurimento dei fenomeni di formazione stellare all'interno di esse, con la dispersione dei gas residui e la dissoluzione delle associazioni OB in essa formatesi.

## Osservazione
λ Orionis è la stella che rappresenta la testa di Orione; si trova a nord del grande rettangolo centrale che delimita la figura della costellazione, delineato dalle stelle Betelgeuse, Bellatrix, Rigel e Saiph. Questa stella si trova al centro di un ammasso aperto costituito da stelle giovani e calde, ben visibili anche ad occhio nudo essendo di quarta e quinta magnitudine; l'ammasso di cui fanno parte è catalogato come Cr 69 ed è perfettamente risolvibile con un binocolo, col quale è possibile scorgere numerose altre componenti fino alla nona magnitudine. Della regione non fa parte la stella φ2 Orionis, una gigante gialla visibile sul lato sudorientale dell'ammasso e posta a soli 116 anni luce dal Sole, contro gli oltre 1400 dell'ammasso e della nebulosa ad esso associata. La nube in sé invece non è visibile né con un binocolo né con piccoli telescopi amatoriali; essa diventa visibile specialmente nelle foto astronomiche a lunga posa, dove si evidenzia come un debole arco nebuloso più brillante in direzione ovest, mentre l'ammasso e la parte racchiusa dall'arco mostra una tenue nebulosità di fondo.

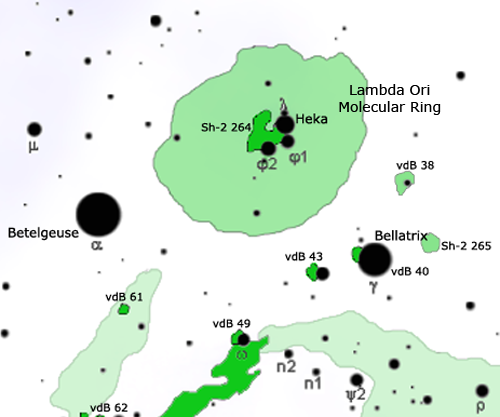
Mappa che mostra forma e posizione della regione di Lambda Orionis.

Sebbene si trovi nell'emisfero celeste boreale, grazie alla sua declinazione prossima all'equatore celeste, la regione può essere osservata senza difficoltà da tutte le aree popolate della Terra; la sua visibilità arriva fino alle regioni costiere dell'Antartide e anche all'interno, mentre appare circumpolare solo nelle aree più settentrionali del Mar Glaciale Artico. Da tutte le regioni temperate, sia boreali che australi, appare molto alta sull'orizzonte, rispettivamente in direzione sud e nord a seconda dell'emisfero da cui si osserva; alla latitudine di 9°N è invece visibile perfettamente allo zenit. Il periodo più propizio per la sua osservazione nel cielo serale ricade nei mesi compresi fra novembre e aprile; dall'emisfero boreale le stelle vicine a λ Orionis formano un tipico asterismo ben osservabile nelle sere invernali, mentre dall'emisfero australe Orione è una figura dei cieli estivi.

## Caratteristiche e struttura

La nebulosa B35, che mostra la parte più densa in direzione della parte centrale del complesso e la chioma in direzione opposta.

La Regione nebulosa di Lambda Orionis si presenta come una regione H II strutturalmente molto evoluta; la gran parte dei fenomeni di formazione stellare, in particolare quelli di stelle di grande massa, si sono esauriti circa 6 milioni di anni fa, con la nascita delle stelle più brillanti poste al centro della nube e costituenti un'associazione OB che corrisponde all'ammasso Cr 69. L'età della regione può essere determinata tramite lo studio delle stelle massicce, in particolare λ1 Orionis e la vicina HD 36822, due stelle giganti evolute che stanno lasciando la fase di sequenza principale; l'età di queste due stelle, la cui massa è di 24 M⊙ e 17 M⊙, è rispettivamente di circa 5,5 milioni e 7,5 milioni di anni, con uno scarto di 0,3-0,4 milioni di anni. Dopo la nascita delle stelle di massa maggiore, i fenomeni di formazione stellare hanno riguardato esclusivamente stelle di piccola e media massa, come è testimoniato dalla presenza di molte stelle di pre-sequenza principale; tali fenomeni sono ancora in atto all'interno della nube e nelle regioni circostanti, come nelle nebulose oscure B30 e B35.
Tramite lo studio della sequenza dei fenomeni di formazione stellare e le dinamiche della nube, è stato sviluppato un modello dettagliato per spiegare l'evoluzione della regione nebulosa. In origine, circa 10 milioni di anni fa, nella regione vi era una lunga sequenza di nubi molecolari, estesa in senso est-ovest, costituita da tre addensamenti particolarmente massicci e da alcune nubi minori; nelle nubi maggiori ha avuto luogo, 6 milioni di anni fa, la formazione di alcune stelle massicce, fra le quali la stessa λ Orionis, raggruppate in un'associazione OB. Il tasso di formazione stellare è aumentato progressivamente nel corso del tempo, favorito anche dalle onde d'urto generate dal vento stellare e dalla radiazione delle nuove stelle, che comprimendo il gas circostante ha esteso i fenomeni anche nelle regioni esterne del complesso nebuloso molecolare, in parte ionizzato. Circa un milione di anni fa, o secondo alcuni studi 300.000 anni fa, una delle stelle più massicce dell'associazione esplose come supernova, generando una potente onda d'urto che ha disperso il gas presente nella regione centrale del complesso generando una superbolla in espansione e alterando le dinamiche dell'associazione OB di cui faceva parte; il gas espulso si dispose a formare un grande anello attorno alla nuova bolla, oggi noto come Anello molecolare di Lambda Orionis, in cui la formazione stellare è proseguita, favorita dalla forte compressione dei gas, in particolare nella nube B35. La stella esplosa come supernova sarebbe stata una compagna fisica della stessa λ Orionis. Oggi la nascita di nuove stelle prosegue nelle aree più esterne dell'anello, come nelle due nubi oscure sopra citate, mentre all'interno della bolla si è completamente arrestata a causa della mancanza di gas che si è venuta a creare.
I modelli evolutivi che prendono in considerazione l'evoluzione futura della regione mostrano l'esaurimento dei fenomeni di formazione stellare all'interno della nube B35 nel giro di tempi astronomicamente molto brevi e la dislocazione delle stelle di Cr 69 dalla loro attuale posizione situata al centro della bolla; queste stelle, a causa del loro moto proprio, tenderanno infatti a disperdersi su un'ampia regione attorno alla nube nel corso dei prossimi 10 milioni di anni.
La distanza della regione è stata determinata per la prima volta nel corso degli anni settanta, tramite lo studio delle stelle di sequenza principale; il valore ottenuto fu di 440 ± 40 parsec, equivalenti a circa 1430 (anni luce). Tale valore fu messo in dubbio quando il satellite Hipparcos misurò la parallasse di tredici delle stelle facenti parte dell'associazione; le misurazioni in questi casi non ottennero un tasso di precisione inferiore al 25% e la distanza risultò di circa 380 ± 30 parsec, piuttosto ridotta rispetto alle stime precedenti. Il valore maggiormente accettato per l'associazione è quello ottenuto tramite lo studio della fotometria, che ha fornito un valore di 450 ± 50 parsec. Ciò, come le precedenti misurazioni, rende la distanza della Regione di Lambda Orionis compatibile con quella delle altre regioni nebulose del Complesso di Orione, come la Nebulosa di Orione, la cui distanza è stimata sui 443 parsec, la regione di Orion B, posta a 475 parsec, e altre regioni minori, la cui distanza massima è di circa 500 parsec.

## Fenomeni di formazione stellare

Settore nordoccidentale dell'anello di Lambda Orionis, in direzione della nube LDN 1582; la banda oscura visibile nella parte superiore dell'immagine è la sede del getto HH 243.

La regione di Lambda Orionis non ospita più da alcuni milioni di anni dei fenomeni di formazione di stelle di grande massa, poiché gran parte del gas o è stato concentrato nelle stelle massicce dell'associazione centrale, oppure spazzato via da esplosioni di supernova e dal vento stellare delle stelle centrali. L'attività della nube attualmente si limita ad alcuni fenomeni di formazione di stelle di piccola massa localizzati in alcune regioni periferiche dell'Anello di Lambda Orionis; questi fenomeni sono testimoniati dalla presenza di un discreto numero di sorgenti di radiazione infrarossa ben immerse nelle nubi e di alcuni oggetti HH, situati principalmente nelle nubi B35, B30 (o LDN 1582), B223 (LDN 1589) e LDN 1598.
Nella nube LDN 1589, la cui parte illuminata è nota anche come Sh2-265, è presente il maggiore oggetto HH della regione; si tratta di un getto bipolare dell'estensione di circa 2,6 parsec (8,5 anni luce), corrispondente a circa 20 primi d'arco, ben visibile nelle immagini riprese nella banda dell'Hα. L'oggetto è catalogato come HH 114/115, una catalogazione doppia poiché i due getti hanno un numero di catalogo indipendente; entrambi sono generati dalla sorgente IRAS 05155+0707, che corrisponde a una protostella di Classe I posta fra i due getti. A questa struttura è legato un oggetto, denominato HH 114 MMS, individuato tramite osservazioni a 1300 μm e connesso con HH 114. Evidenze di un secondo getto bipolare di grandi dimensioni possono essere individuate nei due oggetti HH 328 e HH 329, allineati quasi perfettamente con HH 114 MMS. A questi due grandi getti bipolari sono connessi altrettanti getti CO; in particolare, il getto legato a HH 114 MMS non appare allineato con HH 328/329, a differenza della controparte ottica HH 114, suggerendo che la sorgente di HH 114 sia in realtà una proto-stella binaria.
Nella nube LDN 1582, posta nella parte nordoccidentale dell'Anello, si trova un altro getto gigante, noto originariamente come RNO 43 e in seguito catalogato come HH 243; dello stesso getto fanno parte anche gli apparentemente distinti oggetti HH 144, HH 245 e HH 179, le cui dimensioni arrivano a 3,4 parsec (11,1 anni luce). La struttura è anche in questo caso a doppio getto, con una morfologia a S, il che denota che l'oggetto centrale, la sorgente IRAS 05295+1247, è soggetto a un forte moto di precessione; la sorgente, annidata in profondità nella nube, è stata individuata nel continuum radio e nelle lunghezze d'onda submillimetriche.
Una questione ancora aperta riguarda l'origine dei fenomeni di formazione stellare nelle nubi più esterne, ossia se tali nubi erano già presenti nel sito prima dell'espansione dell'Anello; alcuni indizi farebbero pensare che in effetti queste nubi già esistessero in precedenza, e che i fenomeni di formazione stellare attivi al loro interno non siano in diretta associazione con l'espansione dell'Anello.

## Componenti stellari

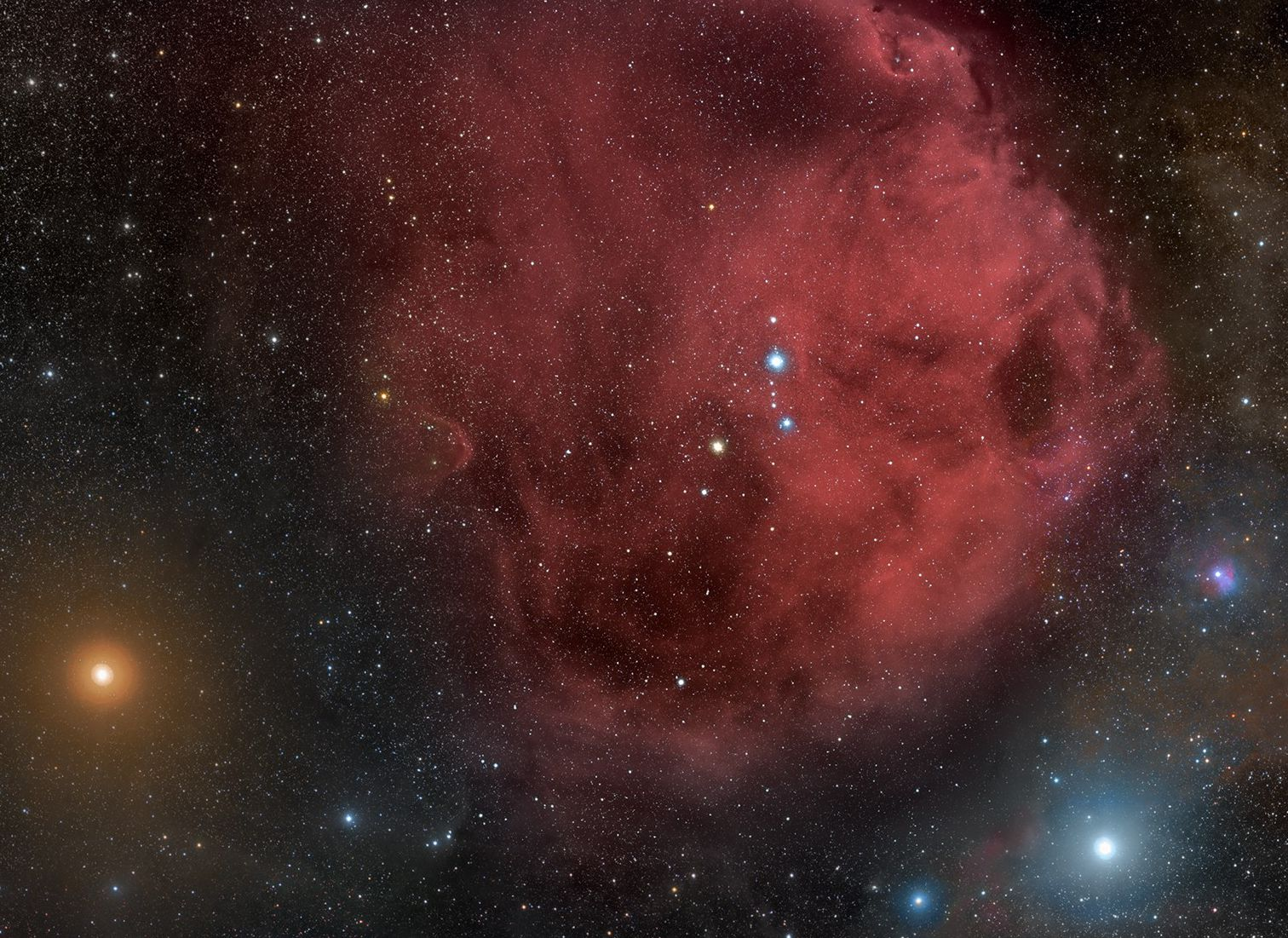
Fotografia con campo leggermente più ampio, che mostra la Regione di Lambda Orionis e le prospetticamente vicine Betelgeuse e Bellatrix (entrambe in basso nell'immagine).

Le stelle di grande massa facenti parte dell'associazione sono raggruppate principalmente entro un diametro di poco meno di 1°, corrispondente a circa 8-9 parsec; fra queste vi è la gigante λ Orionis, più altre stelle blu di sequenza principale e bianco-azzurre di sequenza principale. Le giovani stelle di piccola e media massa sono invece distribuite su un diametro ben maggiore, fino a 16 parsec, col centro di distribuzione situato nei pressi di λ Orionis. Si potrebbe ipotizzare che queste stelle non si siano formate nell'attuale posizione, ma al contrario si siano distanziate fra loro nel corso del tempo, collocandosi nelle attuali posizioni; tale modello indicherebbe che inizialmente esse sarebbero state molto più concentrate, formando un gruppo paragonabile all'attuale Trapezio attorno a λ Orionis. Tuttavia, da un punto di vista fisico questo modello presenta delle difficoltà, proprio perché sarebbe difficile spiegare il motivo per cui le stelle di grande massa sarebbero rimaste concentrate mentre quelle di piccola massa si sarebbero disperse in tempi astronomicamente così ridotti; pertanto è stato suggerito che queste stelle si siano formate in uno spazio solo leggermente ridotto rispetto a quello occupato attualmente, prima che l'esplosione di supernova spazzasse via il gas da cui si sono formate andando a costituire l'Anello di Lambda Orionis.
Fra le componenti di piccola massa presenti nella regione, la più nota e studiata è la famosa FU Orionis; si trova sul bordo sudorientale della nube B35 ed è il prototipo di una particolare classe di stelle pre-sequenza principale, note come stelle FU Orionis. La stella nel corso degli anni trenta subì un improvviso aumento della luminosità, passando dalla sedicesima alla decima magnitudine nell'arco di pochi mesi e diventando una delle stelle pre-sequenza principale più luminose conosciute; in associazione ad essa vi è una nebulosa a riflessione a forma di elica, formata dai gas illuminati dalla stella. Successivamente furono individuate altre stelle con caratteristiche simili, come V1057 Cygni e V1515 Cygni, permettendo così l'identificazione della classe di variabili. I modelli teorizzati associano i flare delle FU Orionis ad improvvisi trasferimenti di materia da un disco di accrescimento in una giovane e poco massiccia stella T Tauri; le eruzioni di questo genere di stelle hanno una durata media di circa un anno, ma in certi casi possono durare anche di più. La durata di questi grandi accrescimenti è dell'ordine di alcuni decenni, anche se per lassi temporali relativamente brevi un oggetto FU Orionis può variare notevolmente.
Una seconda stella variabile di grande importanza è la GW Orionis, molto studiata per comprendere le dinamiche di un sistema stellare binario cui sono associati dei dischi di accrescimento; si tratta di una coppia di stelle T Tauri che si eclissano a vicenda, il cui periodo orbitale è di circa 242 giorni, con un'eccentricità orbitale di 0,04 ± 0,06. La massa della componente primaria è di 2,5 M⊙, mentre quella della secondaria non è conosciuta; la loro separazione reale è di circa 1 UA.

### Testi generali
- (EN) Stephen James O'Meara, Deep Sky Companions: Hidden Treasures, Cambridge University Press, 2007, ISBN 0-521-83704-9.
- (EN) Robert Burnham, Jr, Burnham's Celestial Handbook: Volume Two, New York, Dover Publications, Inc., 1978.
- (EN) Thomas T. Arny, Explorations:  An Introduction to Astronomy, 3 updatedª ed., Boston, McGraw-Hill, 2007, ISBN 0-07-321369-1.
- AA.VV, L'Universo - Grande enciclopedia dell'astronomia, Novara, De Agostini, 2002.
- J. Gribbin, Enciclopedia di astronomia e cosmologia, Milano, Garzanti, 2005, ISBN 88-11-50517-8.
- W. Owen et al., Atlante illustrato dell'Universo, Milano, Il Viaggiatore, 2006, ISBN 88-365-3679-4.

### Testi specifici

#### Sull'evoluzione stellare
- (EN) C. J. Lada, N. D. Kylafits, The Origin of Stars and Planetary Systems, Kluwer Academic Publishers, 1999, ISBN 0-7923-5909-7.
- A. De Blasi, Le stelle: nascita, evoluzione e morte, Bologna, CLUEB, 2002, ISBN 88-491-1832-5.
- C. Abbondi, Universo in evoluzione dalla nascita alla morte delle stelle, Sandit, 2007, ISBN 88-89150-32-7.

#### Sulla regione di Lambda Orionis
- Mathieu, R. D., The λ Orionis Star Forming Region, in Handbook of Star Forming Regions, Volume I: The Northern Sky ASP Monograph Publications, vol. 4, Bo Reipurth, dicembre 2008,  p. 757, ISBN 978-1-58381-670-7.

### Carte celesti
- Toshimi Taki, Taki's 8.5 Magnitude Star Atlas, su geocities.jp, 2005. URL consultato il 7 novembre 2010 (archiviato dall'url originale il 5 novembre 2018). - Atlante celeste liberamente scaricabile in formato PDF.
- Tirion, Rappaport, Lovi, Uranometria 2000.0 - Volume I - The Northern Hemisphere to -6°, Richmond, Virginia, USA, Willmann-Bell, inc., 1987, ISBN 0-943396-14-X.
- Tirion, Sinnott, Sky Atlas 2000.0, 2ª ed., Cambridge, USA, Cambridge University Press, 1998, ISBN 0-933346-90-5.
- Tirion, The Cambridge Star Atlas 2000.0, 3ª ed., Cambridge, USA, Cambridge University Press, 2001, ISBN 0-521-80084-6.